# Eskilstuna (stad)
Eskilstuna is de hoofdstad van de gemeente Eskilstuna in het landschap Södermanland en de provincie Södermanlands län in Zweden. De plaats heeft 60185 inwoners (2005) en beslaat een oppervlakte van 2.975 hectare. 
Eskilstuna is een belangrijke industriestad en herbergt diverse bedrijven. Zo produceert Volvo (voorheen Munktell, traktoren) bouwmachines zoals wielladers, graafmachines en knikdumpers. ASSA produceert sleutels en sloten, en er zijn ook verschillende staalbedrijven die diverse roestvrijstalen voorwerpen vervaardigen.
De stad huisvest een grote Finse gemeenschap, de Finstalige Zweden, die toegang hebben tot diverse voorzieningen in het Fins, waaronder een eigen krant.

## Geschiedenis
De geschiedenis van Eskilstuna gaat terug tot in de middeleeuwen toen de Engelse missionaris Eskil van Tuna een bisschopszetel maakten en deze als basis gebruikte om de rest van de omgeving te bekeren tot het christendom. Eskil werd gestenigd door de heidense Vikingen uit de naburige stad Strängnäs (30 km ten oosten van Eskilstuna) en werd begraven in de kloosterkerk van Tuna, waar hij als heilige werd vereerd. Nadat Strängnäs was gekerstend, werd het bisdom naar die stad verplaatst. Het klooster van Eskilstuna werd, net als veel andere kloosters in Zweden, volledig verwoest door koning Gustaaf Wasa tijdens de Reformatie. De stenen werden gebruikt voor de bouw van het koninklijk paleis. Pas in 1659 kreeg Eskilstuna stadsrechten.
Karl Gustavs Stad werd gebouwd rond de Rademacher-smederijen. De eerste producten van de smederijen waren kleine wapens en ander oorlogstuig. Vanaf 1771 was Karl Gustavs Stad een vrijstad, waar fabrikanten en ambachtslieden zich konden vestigen zonder belastingen te hoeven betalen. In 1879 werd de stad opgenomen in Eskilstuna.
Tijdens de Industriële Revolutie groeide de stad enorm en werd het een van de belangrijkste industriesteden van Zweden met de bijnaam "de Staalstad" (Stålstaden), "het Sheffield van Zweden". Er werden onder andere wapens, scheermessen, scharen, sleutels, werktuigen en precisie-instrumenten geproduceerd. Deze geschiedenis is nog steeds zichtbaar in het wapen van Eskilstuna.

## Verkeer en vervoer
Bij de plaats lopen de E20, Riksväg 53, Länsväg 214 en Länsväg 230.
De plaats heeft een station aan de spoorlijnen Svealandsbanan en Järnvägslinjen Sala–Oxelösund.

## Geboren of opgegroeid in Eskilstuna
- Anni-Frid Lyngstad (1945), zangeres (ABBA)
- Kjell Johansson (1946-2011), tafeltennisser
- Peter Fröjdfeldt (1963), voetbalscheidsrechter
- Göran Kropp (1966-2002), alpinist
- Kennet Andersson (1967), voetballer
- Kent Carlsson (1968), tennisser
- Joakim Berg (1970), zanger (Kent)
- Maria Kun (1973), voetbalster
- Sara Thunebro (1979), voetballer
- Mika Väyrynen (1981), Fins voetballer
- Sebastian Larsson (1985), voetballer
- Marcus Danielson (1989), voetballer

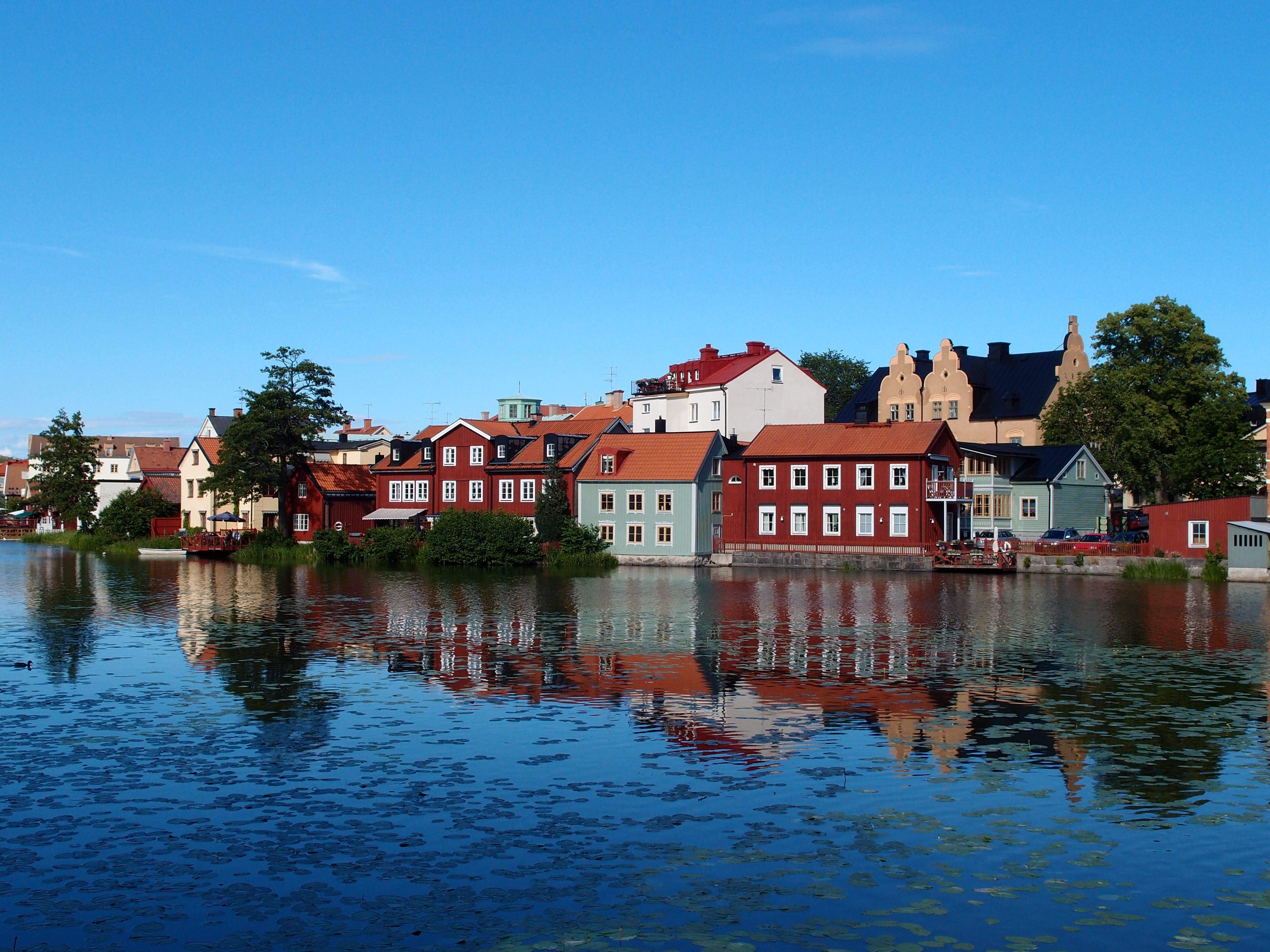
Eskilstuna